# أويمورا ناؤمي
أويمورا ناؤمي (باليابانية: 植村直己) (أويمورا هو اسم العائلة) (12 فبراير 1941 - 13 فبراير 1984) كان مغامر ورحالة ياباني. يعرف بشكل خاص على أنه قام وحده بمهمات كانت تتطلب سابقاً فرق ضخمة لتنفيذها. على سبيل المثال كان هو أول شخص يصل إلى نقطة القطب الشمالي بمفرده، وأول من عبر الأمازون بمفرده، وأول من صعد على جبل ماكنلي بمفرده.